# PKP řada Ty2

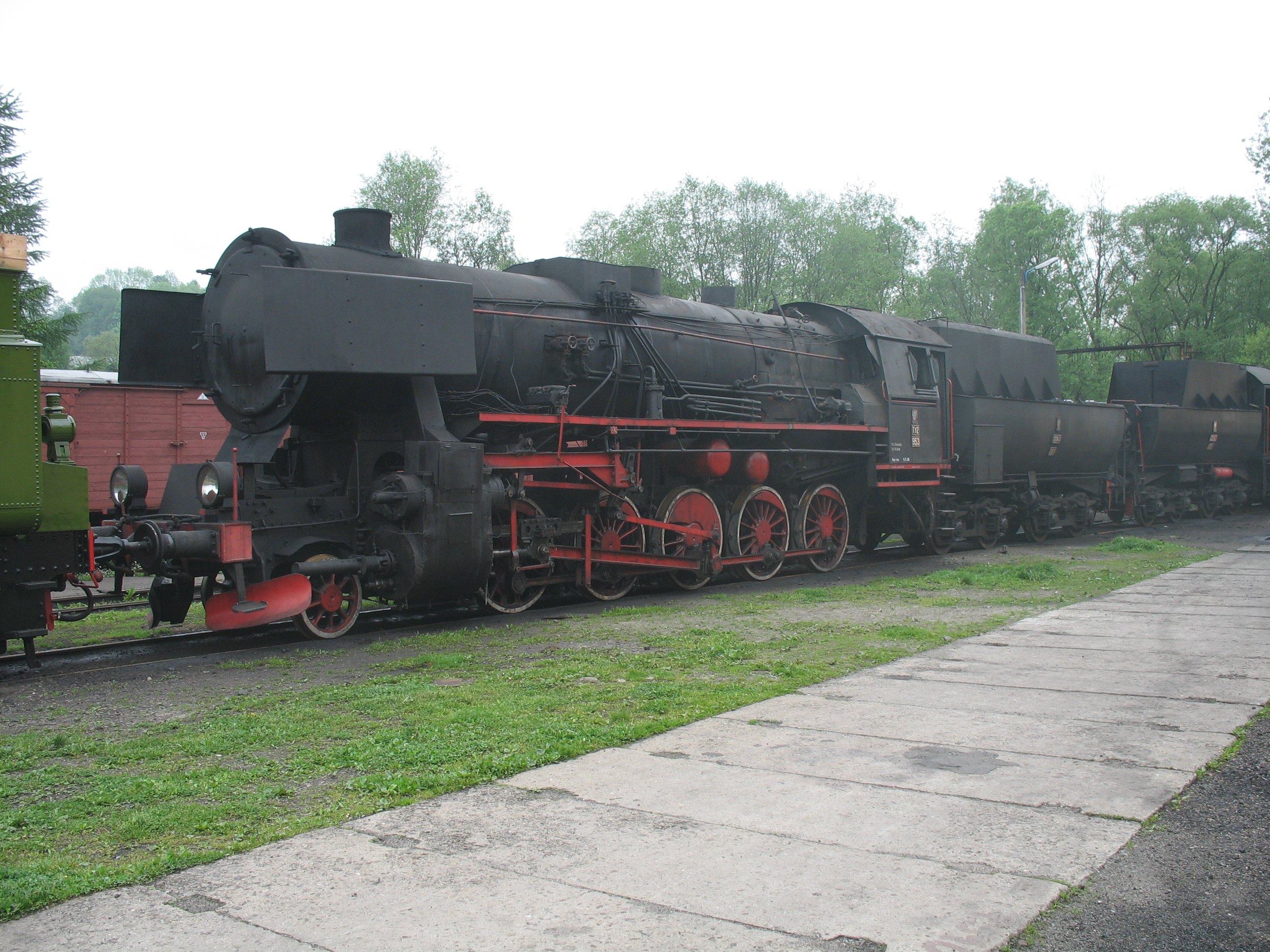
Lokomotiva Ty2-953 v Chabówce

Řada Ty2 je řada normálněrozchodných parních lokomotiv, které provozovaly polské dráhy PKP. Jedná se o část strojů, které byly vyráběny v letech 1942 až 1945 v třinácti evropských továrnách na územích okupovaných nacistickým Německem (mj. také v továrně Henschel & Sohn. v Kasselu) jako německá řada 52. Vyrobeno bylo 6151 kusů řady 52, jež konstrukčně vycházela z lokomotiv řady 50. Polské dráhy po druhé světové válce převzaly přibližně 1200 strojů, které označily řadou Ty2. Jednalo se typickou „válečnou lokomotivu“ druhé světové války: zjednodušená konstrukce, maximální využití domácích surovin, schopnost operovat na méně kvalitních nebo provizorně opravených tratích.
Tato řada lokomotiv byla speciálně vyvinuta pro německé vojsko jako kvalitativně stroj vhodný pro ruské prostředí (nízké teploty a překonávání delších a méně kvalitních tratí oproti evropským zemím).
Tažná síla lokomotivy Ty2 se vyvíjela během jejího zavádění do provozu, až dosáhla více než 17 000 kg. Lepší stupeň spalování uhlí umožnil lokomotivě táhnout náklad vážící až 620 tun při rychlosti 80 km/h nebo 1700 tun rychlostí 50 km/h. V horských oblastech ve stoupání 20 °Ltd. mohla lokomotiva ještě táhnout, ale jen náklad asi 190 tun při maximální rychlosti 40 km/h. Často byla využívána v zápřahu do souprav osobních vlaků, v takových případech byla využívána k tahu asi 130 tun při stoupání 25 °Ltd. a přibližné průměrné rychlosti 40 km/h.